# Біруте Пукялявічуте
Біруте Пукялявічуте (лит. Birutė Pūkelevičiūtė 12 серпня 1923, Каунас — 21 вересня 2007, Вільнюс) — литовська письменниця, перекладачка, драматург, актриса і режисерка.

## Життєпис
У 1941 закінчила гімназію в Каунасі.
В 1941–1944 вивчала германістику і журналістику в Університеті Вітовта Великого в Каунасі.
З 1941 грала в Каунаському молодіжному театрі.
У 1944 еміґрувала. Була актрисою литовського драматичного театру в Аугсбурзі.
З 1948 жила в Канаді. Разом з іншими акторами організувала в Монреалі литовський драматичний гурток.
У 1957 році підготувала інсценізацію і зрежисирувала Постанову повісті Казіса Борути «Млин Балтарагіса».
У 1958 році поставила п'єсу Баліса Сруоґи «В тіні велетня». У Чикаго в 1962 поставила власну віршовану комедію за мотивами казок братів Грімм «Золотий гусак». З цієї комедії написала кіносценарій і поставила перший на емґрації литовський звуковий фільм „Aukso žąsis“ («Золотий гусак»,1965) і була його режисеркою. 
У 1965 році переїхала до США. Зрежисерувала постановку опери Джузеппе Верді «Травіата» в литовській опері в Чикаго (1966).
У 1998 році повернулася до Литви. З того ж року — членкиня Спілки письменників Литви.
Померла у Вільнюсі після важкої хвороби 21 вересня 2007. Похована 24 вересня на Антакалніоському цвинтарі.

## Літературна діяльність
Першою збірнкою віршів „Metūgės“ випущеною в Торонто (1952 ; 2-е видання Вільнюс, 1997), вирізнилася як оригінальний автор з феміністичними тенденціями, елементами еротики. Несхвальні відгуки литовської еміґрантської літературної критики про першу книгу віршів спонукали авторку звернутися до прози. Тільки в 1990 видала другу збірку своєї поезії „Atradimo ruduo“.
Структуру першого роману „Aštuoni lapai“ («Вісім листків»; Чикаго, 1956; 2-е видання Вільнюс, 1992) визначають вісім днів Страсної седмиці від Вербної неділі до Великодня. Кожен його розділ відкривається поетичною релігійною рефлексією.
У 1960 році в журналі „Aidai“ опублікувала віршований твір драматичної форми „Rauda“ («Плач») з мотивами драматизму історії, провини і зради, репресій.
У романі „Rugsėjo šeštadienis“ («Вереснева субота», 1970) критика побачила початки магічного реалізму. У розважальному романі „Naujųjų metų istorija“ («Новорічна історія», 1974) дія розгортається в новорічну ніч в горах Колорадо; розповідається про життєві долі п'яти вихідців з Литви.
У пригодницькому романі „Devintas lapas“ («Дев'ятий лист»; Чикаго, 1982; 2-е видання Вільнюс, 1997) відображені автобіографічні обставини автора. Випустила також збірку оповідань і нарисів „Marco Polo Lietuvoje“ («Марко Поло в Литві», 1982).
Авторка віршованих казок для дітей „Daržovių gegužinė“ (1973), „Peliukai ir plaštakės“ (1973), „Kalėdų dovana“ (Чикаго, 1973, 2-е видання Вільнюс, 1990), „Klementina ir Valentina“ (Чикаго, 1974 ; 2-е видання Вільнюс, 2004), „Skraidantis paršiukas“ (Чикаго, 1974; 2-е видання Вільнюс, 2008).
Випустила збірку п'єс „Žydra ir geltona“ (1984).
Твори перекладені на англійську, іспанську, латиську, французьку мови.

## Нагороди та звання
- Лицарський хрест ордена Великого князя литовського Гедиміна (1998)

## Книги
- Metūgės: eilėraščiai. Toronto: Baltija, 1952.
- Aštuoni lapai: romanas. Chicago: Lietuviškos knygos klubas, 1956.
- Daržovių gegužinė: eiliuota pasaka. Chicago: Darna, 1973.
- Kalėdų dovana: eiliuota pasaka. Chicago: Darna, 1973.
- Peliukai ir plaštakės: eiliuota pasaka. Chicago: Darna, 1973.
- Klementina ir Valentina: eiliuota pasaka. Chicago: Darna, 1974.
- Naujųjų metų istorija: romanas. Chicago: Lietuviškos knygos klubas, 1974.
- Skraidantis paršiukas: eiliuota pasaka. Chicago: Darna, 1974.
- Devintas lapas: romanas. Chicago: Lietuviškos knygos klubas, 1982.
- Marco Polo Lietuvoje: apsakymų ir apybraižų rinkinys, 1982.
- Atradimo ruduo: poemos. Chicago, 1990.
- Kalėdų dovana: eiliuota pasaka. Vilnius: Alka, 1990.
- Aštuoni lapai: romanas. Vilnius: Vaga, 1992.
- Devintas lapas: romanas. Vilnius: Dienovidis, 1997.
- Metūgės: eilėraščiai. Vilnius: Baltos lankos, 1997.
- Aštuoni lapai. Devintas lapas: romanai. Vilnius: Lietuvos rašytojų sąjungos leidykla, 2003.
- Klementina ir Valentina: eiliuota pasaka. Vilnius: Žara, 2004.